# Giles Martin
Giles Martin   (Londres, 9 d'octubre de 1969) és un productor de música, compositor i músic anglès. Els seus treballs en produccions d’estudi, obres de teatre, sèries de televisió i pel·lícules han sigut aclamats per la crítica i han sigut comercialment exitosos arreu del món. És el fill de George Martin, el productor dels Beatles, i germanastre de l’actor Gregory Paul Martin.

## Educació
Martin va estudiar a Stowe School, un internat independent dins de la parròquia civil de Stowe, a Buckinghamshire. Va abandonar la casa on estava internat, Lyttelton, el 1988, per anar a estudiar a la Universitat de Manchester.

## Vida i trajectòria
Giles Martin va créixer amb poca consciència sobre els Beatles, i va ser persuadit pel seu pare per no perseguir una trajectòria musical degut a les inevitables comparacions que sorgirien entre pare i fill. Tot i així, Giles va continuar, començant a tocar al grup Velvet Jones, i després escrivint jingles a la universitat. El 1995, va ser designat co-director musical pel programa de televisió i ràdio The Great Music Experience. Va treballar al concert Party at the Palace per celebrar la Jubilació Daurada de la Reina Elisabet II, del qual va produir-ne un disc i un DVD.
El 2004 va produir el disc Pure de Hayley Westenra, el disc de música clàssica vengut amb més rapidesa de la història del Regne Unit. Altres artistes amb qui va treballar Martin inclouen Kula Shaker, Jeff Beck, Elvis Costello, INXS, Kate Bush, Elton John i els Rolling Stones.
El 2006 Martin va col·laborar amb el seu pare per re-mesclar, refer arranjaments i recombinar la música dels Beatles en un nou paisatge sonor per a Love, una producció teatral del Cirque du Soleil, que es va estrenar al casino The Mirage de Las Vegas. El seu ús de producció musical digital i tècniques de manipulació el van permetre crear el popurri musical de Love, el qual va actualitzar el 2016 per celebrar-ne el desè aniversari. Giles va produir la música per l’actuació final de l’obra de Broadway Rent i va treball amb Martin Scorsese en la seva pel·lícula documental sobre la vida de George Harrison Living in the Material World. Entre altres col·laboracions en pel·lícules hi ha Eight Days A Week, documental de Ron Howard, i la saga d’acció britànica Kingsman. Martin va ser el director musical per la biopic de Elton John Rocketman.
El 2009 Martin va tornar al catàleg dels Beatles amb The Beatles: Rock Band, un videojoc que permet als jugadors simular que estan tocant cançons dels Beatles amb instruments virtuals. Martin va produir-ne la música, netejant i refent l’audio per adaptar-lo a les mecàniques del videojoc. El 2013 va produir cançons i va ser productor executiu del disc New de Paul McCartney. Va ser el productor encarregat de re-mesclar i preparar les edicions deluxe per celebrar el 50è aniversari dels discos dels Beatles Sgt. Pepper's Lonely Hearts Club Band, l'Àlbum Blanc, Abbey Road i Let It Be, publicats respectivament el 2017, 2018, 2019 i 2021.
Martin ha sigut Director d’Experiència Sonora des del 2014 a Sonos Inc., una empresa que fa sistemes d'àudio sense fils. A finals del 2018, Martin va ser designat Director d’Àudio i So de la Universal Music Group. El rol va ser creat específicament per ell. El seu lloc de treball principal són els Estudis Abbey Road de UMG.

## Vida personal
Martin està casat amb Melanie Gore-Grimes, amb qui té dos fills. Viuen a Londres, Anglaterra.

## Premis
Giles Martin ha rebut dos premis Grammy, els dos el 2007 pel disc Love, com a productor del Millor Disc Recopilatori per a Pel·lícules, Sèries o Altres Mitjans Visuals i com a productor del Millor Disc d’Immersió Sonora.

## Treballs principals
- 1994 The K’s (també conegut com Kula Shaker) (GUT)
- 1994 My Life Story (Mother Tongue)
- 1995 The Glory of Gershwin (Mercury)
- 1995 The Choir (BBC)
- 1995 The Great Music Experience
- 1995/96 The Beatles Anthology (EMI/Apple)
- 1996 Monorail - Hairdressing (Edel)
- 1996/97/98 Velvet Jones (Naked)
- 1996/97 In My Life (Echo/MCA)
- 2000/01 The Alice Band (Instant Karma/Sony)
- 2002 Party at the Palace - Concert en directe, llançaments en CD i DVD (EMI/Virgin)
- 2003 Hayley Westerna - Pure (Universal/Decca)
- 2004 Willard White - My Way (Sony/BMG)
- 2004/05 Hayley Westerna - Odyssey (Universal/Decca)
- 2004/05/06 - Love (Apple/Cirque du Soleil/MGM/EMI)
- 2007 Kim Richey - Chinese Boxes (Vanguard)
- 2007 Paco Peña - Requiem
- 2008 RENT - Live on Broadway (Sony Pictures)
- 2008/09 The Beatles Rock Band (MTV Networks)
- 2009/10/11 George Harrison: Living in the Material World
- 2012 George Harrison - Early Takes: Volume 1 (UM)
- 2013 Paul McCartney - New (Hear Music)
- 2015 The Beatles - 1+ (Apple)
- 2016 The Beatles - Live at the Hollywood Bowl
- 2017 The Beatles - Sgt. Pepper’s Lonely Hearts Club Band: 50th Anniversary Edition
- 2018 The Beatles - The Beatles (“l’Àlbum Blanc”) - Edicions del 50è Aniversari
- 2019 Rocketman - director musical de la biopic d’Elton John, dirigida per Dexter Fletcher
- 2020 The Rolling Stones - Goats Head Soup - nova mescla Stereo, 5.1 i Atmos
- 2021 Original Sin - The Seven Sins
- 2021 The Beatles - Let It Be - Edicions deluxe del 50è Aniversari